# Łukasz Wiese
Łukasz Wiese (ur. 24 marca 1993) – polski siatkarz, grający na pozycji przyjmującego. W czerwcu 2018 roku podpisał kontrakt z ONICO Warszawa. 

## Sukcesy klubowe
Młoda Liga:
- 2012
- 2011, 2015

MEVZA - Liga Środkowoeuropejska:
- 2018

Mistrzostwo Austrii:
- 2018

Mistrzostwo Czech:
- 2021, 2022[7]

Superpuchar Czech:
- 2021, 2022[8]